# Alexandra Hay
Alexandra Lynn Hay (Los Angeles, 24 de julho de 1947 – Los Angeles, 11 de outubro de 1993) foi uma atriz americana das décadas de 1960 e 1970, mais conhecida por seu papel como Gloria no filme Model Shop de 1969.

## Juventude e modelagem
Alexandra Hay nasceu em Los Angeles e estudou na Arroyo High School em El Monte.
Aos 12 anos, Alexandra foi contratada pela Adrian Teen Model Agency, onde reservaria empregos de modelo para os próximos quatro anos. Ela foi apresentada como a “Garota do Mês” na edição de junho de 1963 da revista Dig.
Hay ficou orfã quando sua mãe morreu em 25 de agosto de 1963, quando Hay tinha 16 anos. Em 2 de abril de 1964 ela se casou com o ex-oficial da Marinha Cedric Kehoe como um meio de se mudar para a Europa. Em uma entrevista, ela descreveu seu tempo na Europa: "Fiz trabalho de modelo em Londres para ganhar a vida e me diverti muito. Isso foi em 1964, quando Londres estava explodindo - toda a empolgação sobre os Beatles e The Beat - eu quase explodi".

## Carreira como atriz
Em 29 de outubro de 1966, o Los Angeles Times relatou que "O Programa de Novos Talentos de Columbia desenvolveu outra jovem atriz, Alexandra Hay, que assinou um contrato exclusivo de longo prazo com o estúdio".
O primeiro papel creditado de Hay foi em um episódio de The Monkees, "Monkee Mother" (episódio 27, data de exibição original em 20 de março de 1967). Sua carreira continuou com pequenos papéis nos filmes de 1967, Guess Who's Coming to Dinner e The Ambushers. No primeiro caso, ela retratou uma garçonete que recebe um pedido de sorvete do personagem de Spencer Tracy.

### The Beardprisões
Alexandra Hay interpretou o papel de Jean Harlow na polêmica peça de Michael McClure, The Beard. Ela foi presa 12 vezes por conduta obscena e depois absolvida pela Suprema Corte da Califórnia.

### Carreira posterior e morte
Em 1968, Hay co-estrelou a comédia romântica How Sweet It Is! como Gloria, e em Skidoo, como a filha de Jackie Gleason e Carol Channing, apaixonada por um menino hippie, interpretado por John Phillip Law. Ela e Law voltaram a se unir mais tarde, em The Love Machine (1971). Ela também estrelou como Gloria no filme Model Shop de 1969. Seus filmes posteriores incluíram Fun and Games (1971) (lançado nos Estados Unidos como 1000 Convicts and a Woman), How to Seduce a Woman (1974) e The One Man Jury (1978).
Hay teve papéis na televisão em episódios de Missão: Impossível, Amor, Estilo Americano, Dan August, Kojak, As Ruas de São Francisco, Thriller e Police Story. Ela apareceu nos filmes de televisão, The FBI Story: The FBI Versus Alvin Karpis, Public Enemy Number One e The Screaming Woman. Ela também apareceu em um ensaio fotográfico de fevereiro de 1974 na revista Playboy intitulado "Alexandra, a Grande".
Hay morreu em 1993 aos 46 anos, de doença cardíaca arteriosclerótica. Ela foi cremada e suas cinzas espalhadas na costa de Marina del Rey, Califórnia.

## Filmografia
| Ano  | Título                          | Função                 | Notas       |
| ---- | ------------------------------- | ---------------------- | ----------- |
| 1967 | Adivinha quem vem para o Jantar | Carhop                 |             |
| 1967 | The Ambushers                   | Secretária de Quintana | Sem crédito |
| 1968 | Como é doce!                    | Gloria                 |             |
| 1968 | Skidoo                          | Darlene                |             |
| 1969 | Loja de modelos                 | Gloria                 |             |
| 1971 | The Love Machine                | Tina St. Claire        |             |
| 1971 | 1000 condenados e uma mulher    | Angela Thorne          |             |
| 1974 | Como seduzir uma mulher         | Nell Brinkman          |             |
| 1975 | How Come Nobody's on Our Side?  | Brigitte               |             |
| 1975 | That Girl from Boston           | Willa Starch           |             |
| 1978 | The One Man Jury                | Tessie                 |             |